# Thomas Eagleton
Thomas Francis Eagleton (ur. 4 września 1929 w Saint Louis, zm. 4 marca 2007 tamże) – amerykański prawnik, polityk, członek Partii Demokratycznej.

## Działalność polityczna
Od 1961 do 1965 był prokuratorem generalnym Missouri. Od 11 stycznia 1965 do 27 grudnia 1968 był zastępcą gubernatora Missouri Warrena Hearnesa. A od 28 grudnia 1968 do 3 stycznia 1987 senatorem Stanów Zjednoczonych z Missouri (3. Klasa).